# Майский (Владимирская область)
Майский — посёлок в Александровском муниципальном районе Владимирской области России, входит в состав Андреевского сельского поселения.

## География
Полёлок расположен в 12 км на северо-запад от центра поселения села Андреевского и в 11 км на северо-восток от города Александрова.

## История
В середине XIX века на месте нынешнего посёлка существовала деревня Фофанка, в которой в 1859 году числилось 6 дворов.
В XIX — начале XX века деревня Фофанка входила в состав Андреевской волости Александровского уезда.
С 1929 года деревня Фофанка входила в состав Ивано-Соболевского сельсовета Александровского района. На карте 1946 года населённый пункт отмечен как посёлок совхоза Госселекстанции. В 1965 году посёлок центральной усадьбы совхоза «Александровский» был переименован в посёлок Майский. С 1970-х годов посёлок являлся центром Майского сельсовета, с 2005 года — в составе Андреевского сельского поселения.

## Население
| 1859 | 1905 | 1926 | 2002 | 2010 | 2021 |
| ---- | ---- | ---- | ---- | ---- | ---- |
| 30   | ↗61  | ↗76  | ↗734 | ↗766 | ↘643 |

## Инфраструктура
В посёлке имеются Майская основная общеобразовательная школа №33 (открыта в 1965 году), детский сад № 19, дом культуры, фельдшерско-акушерский пункт, отделение федеральной почтовой связи